# Weegbree-orde
De weegbree-orde (Plantaginetalia majoris) is een orde uit de weegbree-klasse (Plantaginetea majoris). De orde omvat eutrafente tredvegetatie.

## Naamgeving en codering
| Potentillo-Polygonetalia avicularis Tx. 1947 |
| Lolietalia perennis Doing 1963               |

- Syntaxoncode voor Nederland (rVvN): r12A

De wetenschappelijke naam Plantaginetalia majoris is afgeleid van de diagnostische plantensoort Plantago major.

## Onderliggende syntaxa in Nederland en Vlaanderen
De weegbree-orde wordt in Nederland en Vlaanderen vertegenwoordigd door één verbond waarvan er alhier drie associaties voorkomen.
- - varkensgras-verbond (Polygonion avicularis)
    - associatie van Engels raaigras en grote weegbree (Plantagini-Lolietum)
    - associatie van varkenskers en schijfkamille (Coronopodo-Matricarietum)
    - associatie van vetmuur en zilvermos (Bryo-Saginetum)